# Векслер Абрам Йосипович
Абрам Йосипович Векслер ({15 серпня 1910, Китайгород — 28 березня 2003, Нью-Йорк) — український радянський художник; член Спілки художників України з 1957 року. Батько графіка Віталія Векслера.

## Біографія
Народився 15 серпня 1910 року в селі Китайгороді (нині Вінницький район Вінницької області, Україна). Протягом 1931—1936 років навчався в Одеському художньому інституті у Юлія Бершадського, Павлао Волокидіна, Теофіла Фраєрмана. Протягом 1936—1941 років викладав у Херсонському художньому училищі.
Брав участь у німецько-радянській війні. Нагороджений орденом Вітчизняної війни І ступеня (6 квітня 1985), медалями «За оборону Одеси» (3 листопада 1943), «За перемогу над Німеччиною», «За бойові заслуги» (12 червня 1968). Член ВКП(б) з 1944 року.
Протягом 1946—1955 років викладав у Одеському художньому училищі. Мешкав в Одесі в будинку на вулиці Подбєльського, № 13, квартира № 4. 1992 року виїхав до США, де помер 28 березня 2003 року.

## Творчість
Працював в галузі станкового живопису. Особливу увагу приділяв темі праці китобоїв та моряків, подвигу радянських людей під час німецько-радянської війни. Серед робіт:
- «Село Водички» (1936);
- «Дівчина у білому береті» (1938);
- «Дівчина у шарфі» (1940);
- «Автопортрет у касці» (1945);
- «Перехід через Гилибуло-Березанський лиман» (1947);
- «Олександр Пушкін і Адам Міцкевич» (1950; Закарпатський обласний художній музей імені Йосипа Бокшая);
- «Портрет головстаршини морської служби товариша Мерхалевського» (1950; Одеський національний художній музей)
- «На березі моря» (1951);
- «Каховка рідна» (1952);
- «Наклепник» (1954, Одеський національний художній музей);
- серія «Портрети стахановців» (1954—1972);
- «Китобої прийшли» (1955);
- «Хвіртка» (1955);
- «Школярка з Китаю» (1956);
- «До рідних берегів» (1957);
- «Одеський порт. Китобої повернулися» (1960);
- «У доках» (1961);
- триптих «Не забудемо» (1961—1965);
- «Студентка з Ґани» (1962);
- «Горобчики» (1964);
- «Звільнення» (1965);
- «Осінній мотив» (1966);
- «Китобої» (1968);
- «Зустріч китобійної флотилії „Слава“» (1970);
- «На рейді» (1976);
- «Доцент» (1976);
- «Актор В. Михайлов» (1976);
- «Художник» (1977);
- «Гурман» (1977);
- «Біля моря» (1979),;
- «Робітниця Одеського порту» (1980);
- «Дощик. Дахи» (1980).

Брав участь у республіканських виставках з 1948 року, всесоюзних — з 1955 року.